# Протестантизм в Португалии
Протестантизм в Португалии — одно из направлений христианства в стране. По данным издания «Операция мир» в 2010 году в Португалии проживало 373 тыс. протестантов (включая англикан и верующих независимых христианских церквей). При этом, в ходе переписи населения в 2011 году лишь 76 тыс. человек выбрали графу «протестант», ещё 163 тыс. человек указали графу «другой христианин» (данные переписи являются не полными, т. к. 745 тыс. человек не указали своей религиозной принадлежности).
Организационно, португальские протестанты объединены в 77 союзов церквей. По всей стране действуют 1,7 тыс. протестантских приходов и мест богослужения.
Среди округов Португалии по числу протестантов заметно выделяется Лиссабон, а наибольший удельный вес протестанты имеют в регионе Алгарви. По этнической принадлежности большинство протестантов в этой стране — португальцы. Протестанты также добились относительного успеха в проповеди среди местных цыган и галисийцев. Значительная протестантская община имеется среди живущих в стране бразильцев, а также выходцев из Анголы, Кабо-Верде и Мозамбик. Протестантами также являются часть живущих в Португалии англичан, немцев, голландцев, американцев. Протестантские общины сформировались и среди работающих в стране румын и украинцев.

## Исторический обзор
Первая протестантская община в Португалии была создана в 1656 году для окормления живущих здесь британских подданных. Община придерживалась англиканской традиции. Спустя более века, в 1763 году среди немецких иммигрантов стала действовать лютеранская церковь.
Этнические португальцы знакомились с протестантизмом в колониях. Так, португалец Жоао Феррейра де Алмейда познакомился с вероучением реформаторской церкви на Яве; он был рукоположен пастором голландской реформаторской церкви и в 1688 году перевёл Библию на португальский язык. Первым португальским баптистом был Игнатиус Фернандес, имевший свечной бизнес в индийском городе Динаджпур.
Лишь в XIX веке в страну проникают протестантские церкви, начавшие служить среди португальцев. Так, в 1838 году в Португалии начало деятельность Европейское миссионерское общество, представляющее пресвитериан. Позже к пресвитерианам присоединились другие кальвинисты. В 1845 году в Фуншале на острове Мадейра возникла реформатская община, которую возглавил шотландский врач Роберт Кэлли. Однако из-за преследований большинство прихожан церкви вскоре переселились в Бразилию, Тринидад и США. Один из них — Антонио де Матос вернулся в 1871 году в Лиссабон, где основал Евангелическую пресвитерианскую церковь. С 1880-х годов в Португалии служат конгрегационалисты.
Во второй половине XIX века священники и миряне католической церкви, не согласные с решениями Первого Ватиканского собора, создали Лузитанскую церковь. В 1980 году церковь была принята в Англиканское сообщество, как внепровинциальная епархия под управлением архиепископа Кентерберийского.
Плимутские братья начали служение в Португалии в 1867 году, британские методисты — в 1871. Баптистский мирянин Джозеф Джонс, пользовавшийся покровительством Чарльза Сперджена, прибыл в Португалию из Англии в 1888 году и в том же году основал общину в северной столице страны — городе Порту. Позже его усилия были поддержаны бразильскими баптистами (1908) и в 1920 году была образована Португальская баптистская конвенция.
Первый адвентистский миссионер прибыл в Португалию из США в 1904 году и в 1906 году в Лиссабоне появилась адвентистская церковь.
Первая пятидесятническая церковь была основана в Алгарви португальцем Хосе де Матосом, обращённым в пятидесятничество в Бразилии и вернувшимся на родину в 1921 году. Первые несколько десятилетий португальским пятидесятникам поддержку оказывали шведские единоверцы, однако впоследствии, большинство пятидесятников вошли в Ассамблеи Бога. В конце 1920-х годов в Порту возникла пятидесятническая община, позднее ставщая частью Христианских конгрегаций Бразилии. С 1960 года в Португалии действует отдельная цыганская церковь «Филадельфия». Позже служение в стране начали Церковь Бога (1965), Объединённая пятидесятническая церковь (1972), Церковь Бога пророчеств (1976), Христианская церковь «Маранафа» (1978) и др.
После военного переворота 1926 года положение протестантов в Португалии ухудшилось. И хотя большинство некатолических конфессий, созданных в Португалии до переворота, не были запрещены, их миссионерская деятельность практически была сведена к нулю. Лишь после Революции гвоздик и установления демократического режима в стране служение протестантских церквей активизируется.
В 1984 году Жоржи Тадэу основал в Лиссабоне неопятидесятническую в вероучении Христианскую церковь «Maná». В 1989 году также в Лиссабоне была открыта первая в Европе община Всемирной церкви «Царство Божие». 

### В 1980-х
По данным на начало 1980-х годов в Португалии проживали 24 тыс. пятидесятников из Ассамблей Бога; 8 тыс. баптистов; 8 тыс. плимутских братьев; 6 тыс. адвентистов; 3,5 тыс. пресвитериан; 2,5 тыс. методистов. Лузитанская католико-апостольско-евангелическая церковь насчитывала 4,5 тыс. верующих.

## Современное состояние
В настоящий момент крупнейшей протестантской конфессией страны являются пятидесятники и неопятидесятники, объединяющие в своих рядах 289 тыс. человек. Прихожанами Всемирной церкви «Царство Божие» являются 130 тыс. человек. Португальские Ассамблеи Бога объединяют 530 общин и 80 тыс. верующих. Прихожанами христианской церкви «Maná» являются 50 тыс. человек. В Португалии служат и другие пятидесятнические церкви, однако они добились меньшего успеха; это Христианские конгрегации Португалии (145 общин, 10 тыс.), «Маранафа» (52 общины), Церковь четырёхстороннего евангелия, Церковь Бога (5 общин), Церковь Бога пророчеств, Объединённая пятидесятническая церковь, Церковь возрождения во Христе, Искупленная церковь и др.
Церковь адвентистов седьмого дня сообщает о 97 общинах в Португалии, членами которых являются 9,3 тыс. человек (2011). В стране также имеются крайне малочисленные адвентисты-реформисты и прихожане Церкви Бога седьмого дня.
Самой крупной организацией португальских баптистов является Баптистская португальская конвенция. Конвенция является членом Всемирного союза баптистов; в 2013 году она насчитывала 72 общины и 4,1 тыс. членов. Ассоциация португальских баптистских церквей объединяет 19 общин, Ассоциация баптистских церквей всемирного благовестия — 10 общин. Церковь независимых баптистов представляет группу из 7 общин шведско-бразильского происхождения, являющихся в вероучении пятидесятническими.
Церкви пресвитерианской и реформаторской традиции насчитывают в стране 2,1 тыс. верующих (2005). Большинство из них относятся либо к Евангелической пресвитерианской церкви Португалии, либо к Союзу евангельских конгрегационалистских церквей Португалии.
Среди других конфессий следует назвать Новоапостольскую церковь (9 тыс.), плимутских братьев (6 тыс.), Лузитанскую церковь (5 тыс.), англикан (4 тыс.), Евангелическую методистскую церковь Португалии (1,6 тыс.), Церкви Христа (1,5 тыс.) и Евангелическую лютеранскую церковь Португалии (150 человек).
В Португалии также имеются назаряне (с 1973 года, 800 человек), меннониты (с 1986 года, 150 человек), Армия спасения (с 1971) и ряд других протестантских церквей.